# Musée préfectoral d'art de Hiroshima

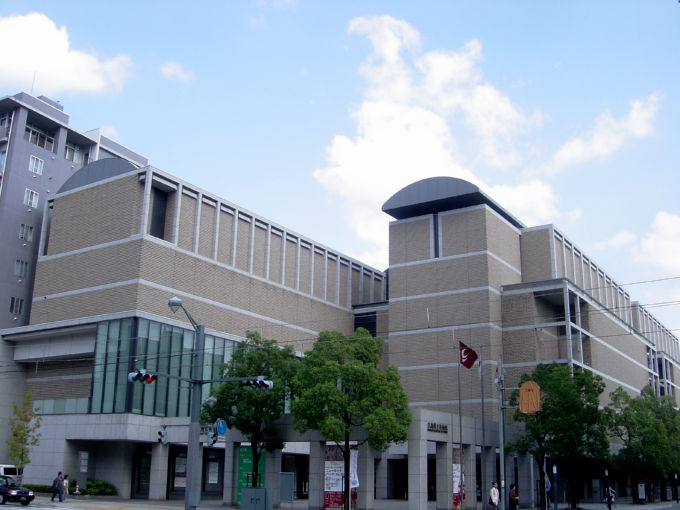

Le Musée préfectoral d'art de Hiroshima (広島県立美術館) est fondé en 1968 et reconstruit en 1996. Il est situé près des jardins Shukkei-en dans la ville de Hiroshima au Japon.

## Référence
- (en) Cet article est partiellement ou en totalité issu de l’article de Wikipédia en anglais intitulé « Hiroshima Prefectural Art Museum » (voir la liste des auteurs).